# غاري تايلور (كاتب)
غاري تايلور (بالإنجليزية: Gary Taylor)‏ هو كاتب ومؤلف أمريكي، ولد في 1953.